# Trung Khánh Vĩnh
Trung Khánh Vĩnh là một xã thuộc tỉnh Khánh Hòa, Việt Nam.

## Lịch sử
Ngày 16 tháng 6 năm 2025, Ủy ban Thường vụ Quốc hội ban hành Nghị quyết số 1667/NQ-UBTVQH15 về việc sắp xếp các đơn vị hành chính cấp xã của tỉnh Khánh Hòa năm 2025 (có hiệu lực từ ngày 16 tháng 6 năm 2025). Trong đó, hợp nhất các xã Khánh Trung và xã Khánh Hiệp thành xã Trung Khánh Vĩnh.

## Địa lý
Xã Trung Khánh Vĩnh có ranh giới với các xã:
- Phía Bắc và phía Tây giáp tỉnh Đắk Lắk
- Phía Nam giáp xã Tây Khánh Vĩnh
- Phía Đông giáp các xã Bắc Khánh Vĩnh và Diên Lâm

Xã có diện tích 338,49 km², dân số năm 2025 là 7.772 người, mật độ dân số đạt 23 người/km².